# Staci Wilson
Staci Wilson, född den 8 juli 1976, är en amerikansk fotbollsspelare. Vid fotbollsturneringen under OS 1996 i Atlanta deltog hon i det amerikanska lag som tog guld.